# 大陆盖站
大陆盖站是位于内蒙古自治区鄂尔多斯市鄂托克旗大陆盖村的一个铁路车站，邮政编码16062。车站建于1989年，有包兰铁路经过该站，现仅办理货运，不办理客运业务，车站及其上下行区间均为电气化区段。车站距离包头站298公里，隶属呼和浩特铁路局，是四等站。